# 네븐의 법칙
네븐의 법칙(Neven's law)은 2019년에 양자컴퓨터의 계산 능력이 이중지수(en:Double exponential function)비율로 상승하고 있다며 이 법칙을 제안한 구글 양자 인공지능 연구소(en:Quantum Artificial Intelligence Lab)의 책임자 하르트무트 네븐(en:Hartmut Neven)의 이름을 따서 지어졌다.
네븐은 이 법칙이 맞아떨어진다면 2019년에 양자우위(en:quantum supremacy) 현상이 발생하리라고 주장했다. 이후 구글은 2019년 10월에 양자우위를 달성하였다고 주장하였지만 논란이 있었다.

## 같이 보기
- 무어의 법칙